# Nemo (nome)
Nemo  è un nome proprio di persona italiano maschile.

## Varianti
- Femminile: Nema[1]

## Origine e diffusione

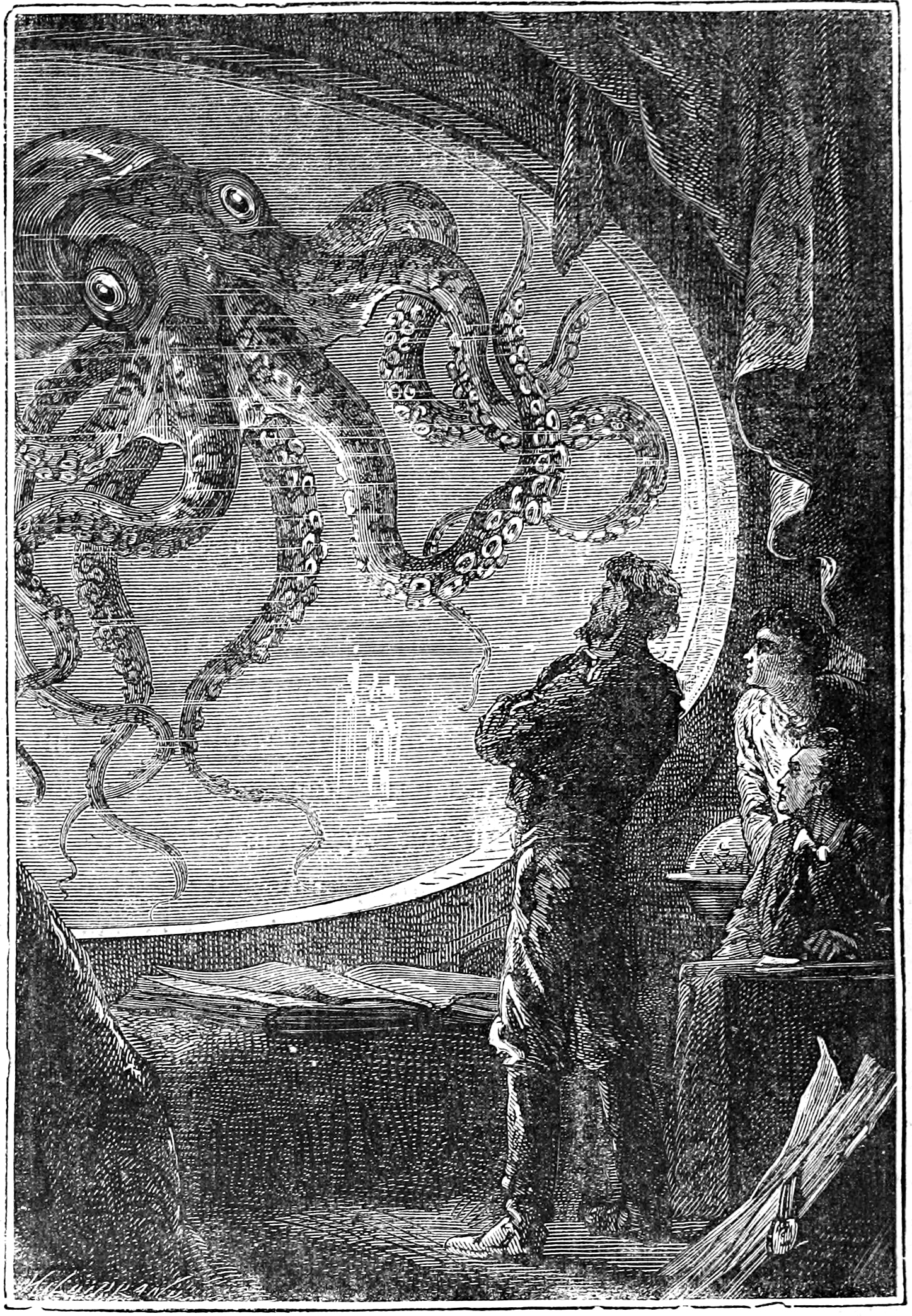
Il Capitano Nemo

Nome di matrice letteraria, ripreso dal celebre capitano Nemo, personaggio creato da Jules Verne per il suo romanzo Ventimila leghe sotto i mari e con molta probabilità tratto dall'Odissea, dove il protagonista Ulisse, per sfuggire al ciclope Polifemo, gli fornisce astutamente un falso nome: "Nessuno", in latino Nemo (in greco "Οὖτις" Utis). 
In Italia è diffuso perlopiù nel centro-nord, particolarmente in Toscana ed Emilia-Romagna, mentre negli Stati Uniti la diffusione è scarsa

## Onomastico
Non essendoci santi che portano questo nome, è adespota; l'onomastico si può festeggiare il 1º novembre per Ognissanti.

## Persone
- Nemo Mettler, rapper, cantante e polistrumentista svizzero
- Nemo Schiffman, cantante e attore francese

## Il nome delle arti
- Il capitano Nemo è un personaggio del romanzo di Jules Verne Ventimila leghe sotto i mari.
- Nemo è un personaggio del romanzo Casa desolata di Charles Dickens.
- Nemo è un personaggio del film del 2003 Alla ricerca di Nemo e di un videogioco omonimo ad esso ispirato.
- Nemo è un personaggio del videogioco Ace Combat 3: Electrosphere.
- Nemo Nobody è un personaggio del film del 2009 Mr. Nobody, diretto da Jaco Van Dormael.
- Little Nemo è il protagonista dell'omonima serie a fumetti di Winsor McCay.

## Toponimi
- 1640 Nemo è un asteroide areosecante.